# Я — Малала
Я — Малала: Історія незламної боротьби за право на освіту, — автобіографічна книга Малали Юсафзай, написана у співавторстві з Крістіною Лемб. Вийшла 8 жовтня 2013 року у видавництвах Weidenfeld & Nicolson (Велика Британія) та Little, Brown and Company (США).
У книжці розповідається про дитинство Юсафзай, її батька-власника шкіл і його активізм, появу і занепад Техрік-е Талібан Пакистану в долині Сват і замах на життя 15-річної Юсафзай 9 жовтня 2012 року через її активізм у сфері жіночої освіти. Книжка отримала схвальні відгуки критиків і здобула кілька нагород, однак її заборонили в багатьох школах Пакистану.

## Короткий огляд
Частина перша охоплює життя Малали Юсафзай «До появи руху Талібан». Дівчина описує дім свого дитинства — долину Сват. Юсафзай, яку назвали на честь Малалай з Майванда, мешкала зі своїм батьком Зіауддіном, матір'ю Тор Пекай і двома молодшими братами Хушалом і Аталом. Батько Зіауддіна Рохул Амін був імамом і вчителем. Зіауддін здобув ступінь магістра з англійської мови в коледжі Джеханзеб. Він відкрив школу Хушал разом із партнером Наємом, який згодом полишив справу через фінансові труднощі. Зіауддін знайшов нового партнера Хідаятуллу, з ним школа поволі почала приносити прибуток. Коли Зіауддін почав відкривати більше шкіл, Тур Пекай брала нужденних дітей жити з ними, а Зіауддін давав безплатні місця у своїх школах бідним дітям. Юсафзай описує зміну політичних режимів у Пакистані, перші удари безпілотників у країні 2004 року після терактів 11 вересня.
В частині другій, «Долина смерті», докладно описано появу Техрік-е Талібан Пакистану у Сваті. 2006 року Фазлулла почав транслювати популярне «Радіо Мулла», яке спочатку давало поради з таких питань, як ритуальні обмивання і відмова від наркотиків, але згодом дійшло до засудження музики і танців та вказівок жінкам залишатися удома. Ще у книжці описано війну в північно-західному Пакистані та повернення до країни Беназір Бхутто, що завершилося її вбивством. Таліби почали вчиняти нові вбивства, наприклад, — Шабани, а Зіауддін Юсафзай і далі відкрито займався активізмом. Під час першої битви за Сват Малала почала писати блог BBC мовою урду під псевдонімом «Гул Мукай». Її школу закрили після указу талібів у 2009 році, а її родині довелося переїхати на три місяці до Шангли.
Третя частина називається «Три кулі, три дівчини». До серпня 2009 року армія перемогла талібів у Сваті, і сім'я Юсафзай повернулася. Школа Малали знову відкрилася, і вона відвідала Ісламабад зі шкільними друзями, де зустрілася з генерал-майором Атаром Аббасом і виступила з публічною промовою. Разом з батьком Юсафзай давала багато інтерв'ю, критикуючи Талібан і недієвість армії. Пакистанська повінь 2010 року спустошила Сват, зруйнувавши будівлі та залишивши багатьох без їжі, чистої води та електрики. В іншій частині країни агент ЦРУ Реймонд Девіс убив двох чоловіків, а американці ліквідували бен Ладена, внаслідок чого серед громадськості поширилася недовіра до американського впливу в Пакистані. Наприкінці 2011 року Малала Юсафзай здобула перші нагороди за свій активізм. Вона поїхала до Карачі, де дала інтерв'ю Geo TV, а також відвідала мавзолей Мухаммеда Алі Джинни. Юсафзай почали погрожувати вбивством, що стурбувало її батьків. Після стрілянини в Західа Хана в серпні 2012 року Зіауддін очікував, що стане наступною мішенню. Малала також почала боятися нападу. Вона старанно готувалася до іспитів, не спала допізна. Після публікації її роботи про Пакистан 9 жовтня, двоє чоловіків зупинили шкільний автобус і зайшли всередину. Один з них крикнув «Хто з вас Малала?» і тричі вистрілив.
Частина четверта називається «Між життям і смертю». Одна куля пройшла крізь ліву очну ямку і вийшла з-під лівого плеча. Її подруги Шазія та Кайната також зазнали несмертельних поранень. Батько Малали тоді виступав з промовою в Асоціації приватних шкіл, а звідти помчав до лікарні, а мати, яка вчилася читати, кинулася додому молитися. Малалу доставили гелікоптером до Об'єднаного військового госпіталю в Пешаварі, а потім — до військового госпіталю в Равалпінді. 15 жовтня Малалу доставили до лікарні королеви Єлизавети в Бірмінґемі на борту літака Об'єднаних Арабських Еміратів, але її батько відмовився приїхати, бо решта сім'ї не мала змоги подорожувати без паспортів.
П'ята частина називається «Друге життя». 16 жовтня Малала Юсафзай прокинулася в Бірмінґемі. Кілька наступних днів її не полишали думки про місцеперебування батька, і про те, що вона не може дозволити собі коштовне лікування, хоча пакистанський уряд покривав витрати. Юсафзай отримала 8 тис. листівок і багато подарунків. Коли вона прокинулася, то її збентежила кількість отриманих листівок, бо це означало, що хтось бачив, як її перевозили до Великої Британії й ця новина швидко поширилася, попри те, що в Пакистані мали приховати інформацію, щоб ніхто не дізнався, що з нею щось трапилося або куди її повезли. 25 жовтня нарешті прибула її родина. В той самий день вона вперше з моменту прибуття до Бірмінґема змогла визирнути у вікно. 10 днів Малала не бачила міста куди її привезли. 11 листопада їй зробили операцію з відновлення лицевого нерва; у січні 2013 року її виписали, а в лютому — зробили операцію зі встановлення кохлеарного імплантата. Малала Юсафзай живе в Бірмінґемі, однак сумує за Сватом і планує продовжувати активну діяльність, щоб її знали не як «дівчинку, яку підстрелили таліби», а як «дівчинку, яка боролася за право на освіту».

## Рецепція
За даними Publishers Weekly, 2017 року книжка розійшлася тиражем майже 2 млн примірників, а наклад дитячого видання — 750 тис. примірників. У березні 2018 року видання The Bookseller повідомило, що у Великій Британії продано 328 тис. примірників книги, загальною вартістю понад 2,47 мільйона фунтів стерлінгів.

### Нагороди
- 2013 Specsavers National Book Awards[en], книга року в жанрі популярної документалістики[6]
- 2013 Goodreads Choice Awards, найкращі мемуари та автобіографія[7]
- 2014 Political Book Awards, фіналіст, політична книга року[8]

### Критичні відгуки
Журналістка The Daily Telegraph Саїда Варсі оцінила книжку в чотири зірки з п'яти, написавши: «Малала перетворила трагедію на щось позитивне». Entertainment Weekly поставив книзі оцінку «B+», написавши: «Попри те, що відважний нетерплячий голос Малали може здатися трохи затонким тут, у книжці „Я — Малала“, можливо, через співавторство, її потужне послання все-одно щире». Metro вніс книгу до списку «20 найкращих нон-фікшн книг 2013 року», похваливши, що оповідь Юсафзай це «приклад ідеалізму і незламної мужності».
Оглядачка The Observer Івонн Робертс похвалила Ламб за те, що «голос підлітка ніколи не перестає звучати», і підсумувала, що «слова цієї незвичайної школярки є нагадуванням про все найкраще в людині». Фатіма Бхутто з The Guardian назвала книгу «безстрашною» і ствердила, що «ненависникам і прихильникам теорії змови було б добре прочитати цю книгу», хоча й розкритикувала «жорсткий голос іноземної кореспондентки-всезнавиці», який переплітається з голосом Малали. Журналіст Оуен Беннетт-Джонс зі The Spectator характеризує історію Малали Юсафзай як «дивовижну» і пише, що «у міру розвитку оповіді голос Малали чітко прорізається, виразний і зухвалий». Марі Арана з The Washington Post назвала книгу «захопливою» і написала: «Важко уявити більш зворушливу хроніку війни, окрім, можливо, щоденника Анни Франк».

### Реакція у Пакистані
Всепакистанська федерація приватних шкіл оголосила, що книжку буде заборонено в 152 тис. її установ-членів, ствердивши, що та зневажає іслам і може мати «негативний» вплив. Пакистанський редактор-розслідувач Ансар Аббасі схарактеризував цю роботу як «таку, що надає її критикам щось „конкретне“, що доводить, що вона — „агент“ Заходу проти ісламу та Пакистану».
Після виходу книжки пакистанський Талібан опублікував заяву, в якій погрожував вбити Юсафзай та націлитися на книгарні, що продають книжку.
Однак книжка й далі доступна у провідних книгарнях. Вона досі популярна серед освічених людей, особливо дівчат. Деякі школи навіть заохочують учнів читати цю книжку, залишаючи її у своїх бібліотеках. У Пакистані невисокий рівень грамотності і тому популярність будь-якої літератури завжди залежить від того, як її прийняли освічені люди.

## Подробиці видання
Я — Малала вийшла друком 8 жовтня 2013 року у видавництвах Weidenfeld & Nicolson (Велика Британія) і Little, Brown and Company (США). Книжку перекладено понад 40 мовами.
Дитяче видання мемуарів було опубліковано 2014 року під назвою «Я Малала: як одна дівчина виступила за освіту та змінила світ». Аудіокнига, що її озвучила Ніла Васвані, виграла премію Греммі 2015 року за найкращий дитячий альбом.

## Український переклад
В українському перекладі книжка вийшла 2016 року у видавництві Наш Формат. Перекладачка — Ілона Віннічук.